# Percussion directe
La percussion directe est un ensemble de techniques de façonnage et de débitage utilisées depuis l'aube de la Préhistoire pour réaliser des objets en pierre taillée. Il s'agit des plus anciennes techniques utilisées par des humains ou des préhumains.

## Principes
Dans la percussion directe, le percuteur frappe directement le bloc dont on veut détacher un fragment. Il existe néanmoins plusieurs variantes de cette technique qui correspondent à la nature du percuteur en question :
- La percussion directe dure : le percuteur est en roche dure.
- La percussion directe tendre : le percuteur est dans une roche tendre, par exemple un grès tendre ou un calcaire gréseux légèrement friable au choc. On parle alors de percussion directe à la pierre tendre. Il peut aussi être dans un matériau organique, par exemple du bois de cervidé, du bois végétal, de l'os ou de l'ivoire. On parle alors de percussion directe organique ou percussion directe au percuteur tendre.

## Origines et développement
La percussion directe dure est la plus ancienne technique de façonnage ou de débitage employée par des humains ou des préhumains. Elle est attestée au Paléolithique archaïque, dont les premiers outils connus, trouvés sur le site de Lomekwi 3 au Kenya, remontent à 3,3 millions d'années et ont été attribués à la culture du Lomekwien. Ces outils lithiques rudimentaires précèdent d'environ 500 000 ans le plus ancien fossile connu attribué au genre Homo.
La percussion directe tendre apparait au cours du Paléolithique inférieur, durant l'Acheuléen, en Afrique il y a au moins 700 000 ans, et elle est attestée en France vers 500 - 400 000 ans.

## Critères d'identification

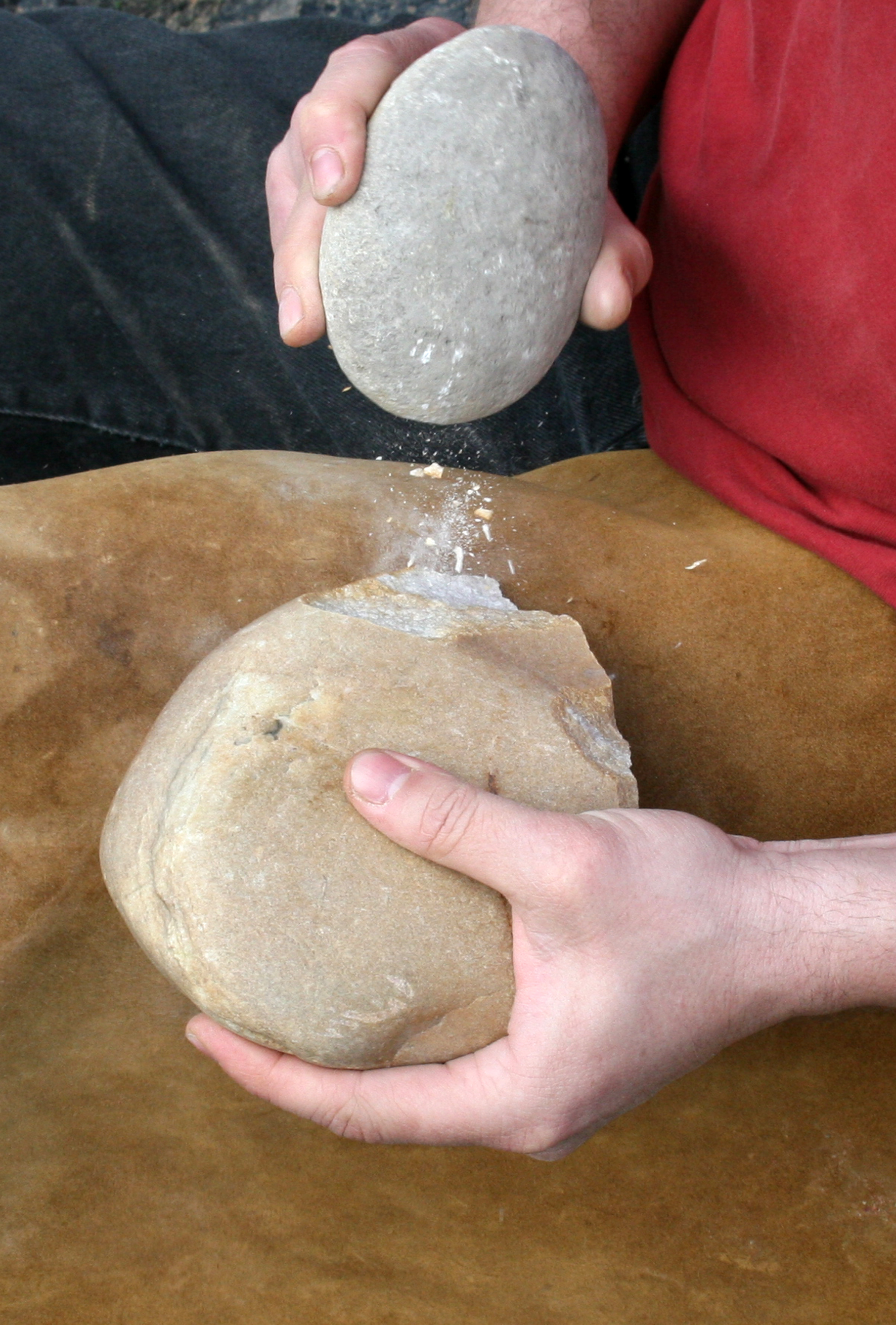
Percussion directe au percuteur dur d'un galet de quartzite à l'aide d'un percuteur en grès

Il est possible de déterminer si un élément en roche taillée a été réalisé par l'une ou l'autre des variantes de la percussion directe, car les caractéristiques morphologiques en sont différentes.

### Percussion directe dure
- Les talons des lames et des éclats, c'est-à-dire la zone touchée par le percuteur, sont nécessairement épais de plusieurs millimètres, voire plus. Ils portent souvent une fissuration circulaire au niveau du point d'impact.
- La zone de point d'impact du percuteur est limitée, la ligne postérieure du talon est irrégulière.
- Il y a souvent des rides fines et serrées sur la face inférieure sur les premiers millimètres au-delà du talon.
- Les lames et les éclats sont toujours épais. Leur longueur et leur largeur peuvent par contre être très variables.

### Percussion directe à la pierre tendre
- Le profil des lames obtenues par cette technique est potentiellement rectiligne.

Lorsque le coup est porté à l'intérieur : 
- les stigmates sont similaires à ceux observés avec la percussion directe à la pierre dure, à la seule différence que la fissuration au niveau du point d'impact du percuteur peut être incomplète.

Lorsque le coup est porté de manière tangentielle : 
- la zone touchée par le percuteur a nécessairement été préparée avant afin d'en éliminer les aspérités ;
- dans certains cas, le talon est relativement épais et présente une lèvre très nette, assez comparable à celle observée dans le cas de la percussion directe organique ;
- dans la majorité des cas, le talon est très mince et la ligne postérieure à la limite avec la face inférieure de l'éclat ou de la lame est irrégulière, il n'y a pas ou presque pas de lèvre ;
- dans certains cas, des rides fines et serrées sont visibles sur les premiers millimètres à partir du talon sur la face inférieure ;
- et dans certains cas, cette même partie est abimée. On parle alors d'esquillement du bulbe.

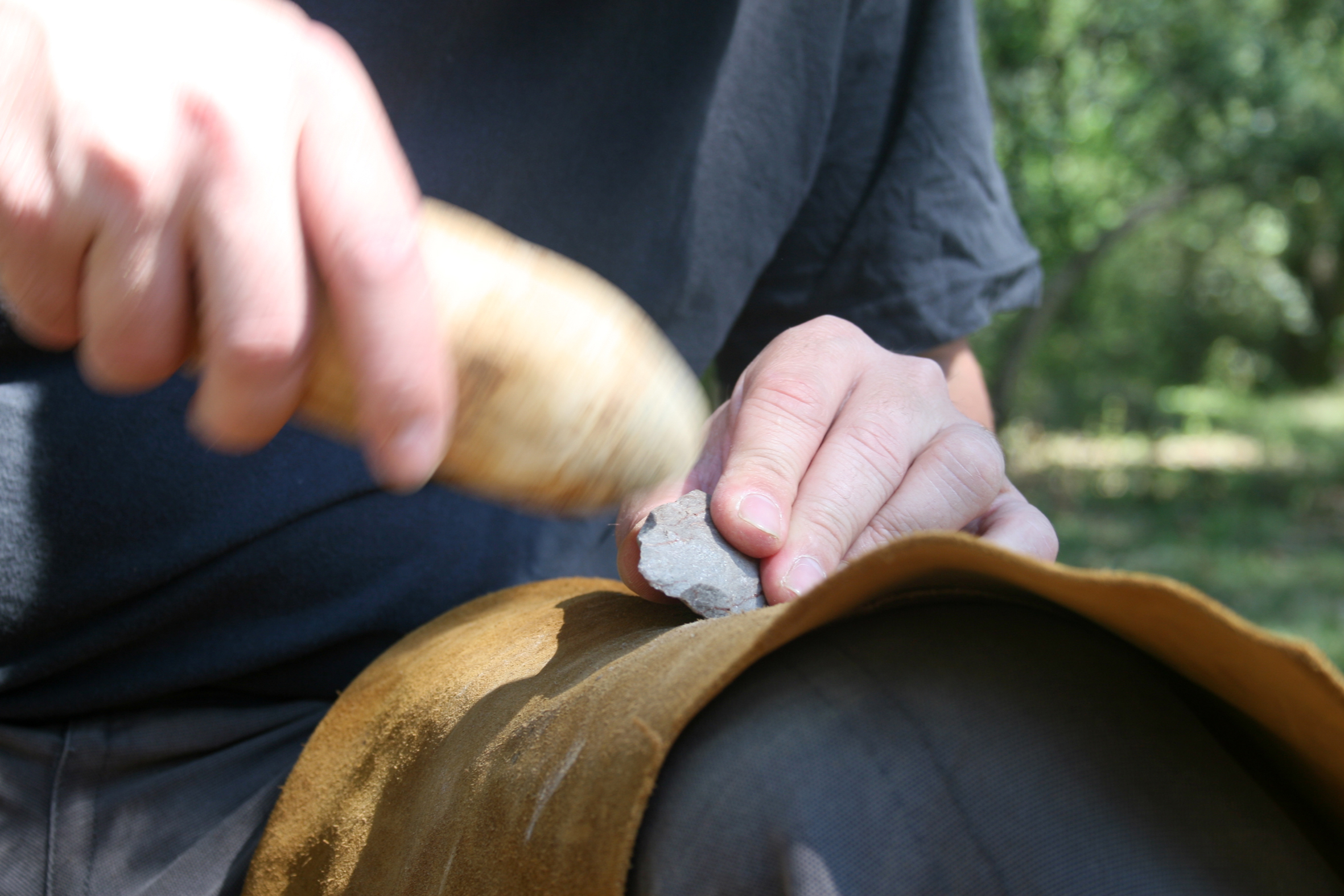
Percussion directe au percuteur organique (buis) d'une pièce bifaciale en silcrète

### Percussion directe organique
- Les éclats et les lames réalisés par cette technique sont relativement minces, parfois assez larges, par rapport à ceux réalisés par percussion directe dure.
- Le plus souvent il n'y a pas de trace d'impact du percuteur sur le talon.
- Le talon est plus mince que dans la percussion directe dure mais atteint quand-même quelques millimètres.
- L'angle de bord, c'est-à-dire l'angle formé par la partie touchée par le percuteur et la face inférieure de l'éclat ou de la lame, est généralement inférieur à 80°.
- Le bulbe, c'est-à-dire la partie proximale de la face inférieure, est peu marqué.